# シントラ航空基地
シントラ航空基地（ポルトガル語: Base Aérea de Sintra）または、第1航空基地（Base Aérea Nº1、BA1）は、ポルトガルリスボン県シントラ近郊にあるポルトガル空軍の航空基地。1920年から運用が開始された。

## 歴史
- 1920年 - 1915年に設立された軍飛行学校のために、1920年2月5日にシントラ軍用飛行場が開設される。
- 1928年 - 軍航空学校に改名される。
- 1938年 - シントラ航空基地と呼称される。
- 1939年 - 第1航空基地と呼称される。
- 1952年 - 空軍創設のため陸軍から移管される。
- 1977年 - 基地周辺に空軍士官学校と高等研究所が移設される。
- 1989年 - アクロバット飛行隊アサス・ド・ポルトガル（pt:Asas de Portugal）のために第102飛行隊からセスナ T-37が移管される。
- 1993年 - 6月に訓練部隊である第101飛行隊が第11航空基地から移転する。

## 配置部隊・機関
ポルトガル空軍
- 第101飛行隊「ロンコス（Roncos）」 - 初等飛行訓練
- 空軍士官学校
- 空軍高等研究所
- 軍高等研究所
- 航空博物館